# Aeneator
Un aeneator era un soldado romano que llevaba los instrumentos de viento, principalmente los buccinatores, cornicines y tubicines. Su nombre derivaba de aes que significa bronce, por el material del que estaban hechos estos instrumentos.
Otro tipo de aenatores también ejercían su función en los juegos públicos por medio de sus instrumentos de viento. Incluso parece que tenían un collegium aeneatorum que es mencionado en algunas inscripciones halladas en Italia.

## Uso militar
Las alae o unidades militares romanas individuales podían variar en tamaño. Las mencionadas alae hacían un uso extensivo de la señalización acústica y visual en las comunicaciones. Cada una de estas unidades contaba con un abanderado asignado denominado vexillarius y al menos un aeneator. Los aeneatores utilizaban diversos instrumentos entre los que se incluían buccina, cornu, tuba y lituus. Además de sus roles dentro de la batalla, los aeneatores también participaban en procesiones y juegos, particularmente al marchar hacia casa después de la guerra.

### Categorías de aeneatores
- Cornicines: eran los aeneatores que tocaban un cornu, un cuerno en forma de G hecho de latón.
- Tubicines: eran los intérpretes que tocaban una tuba, un cuerno recto hecho de bronce con una ligera campana en el extremo.
- Buccinatores: eran los que soplaban una buccina, un cuerno en forma de C hecho de bronce o plata o cuerno de animal.

Los cornicines y los tubicines en su mayoría realizaban señales tácticas sin complicaciones en el campo de batalla. Tenían deberes de llamada en los cuarteles, al igual que otros soldados reclutados comúnmente. No se les otorgó un estatus especial en la unidad militar.
El buccinator, por otra parte, era visto como un miembro de la unidad especialmente capacitado que era capaz de realizar un repertorio más amplio y se usaba para realizar una variedad de deberes ceremoniales. Muchas unidades otorgaron el estatus de inmunes a los buccinatores y había buccinatores ecuestres que servían como cornetas de caballería.

## Otros usos no militares de aerófonos
Los aeneatores no fueron los únicos intérpretes cualificados o especializados de instrumentos de viento en la antigua cultura romana. Para conocer otros aerófonos romanos y su uso fuera de los contextos militares, véase también:
- Aulos
- Buccina
- Cornicen
- Hydraulis
- Tuba romana